# Instituto Geográfico Militar (Bolivia)
El Instituto Geográfico Militar es la agencia cartográfica nacional de Bolivia. Tiene a su cargo la formación de los mapas del país así como de la demarcación de los límites departamentales, provinciales, seccionales y cantonales. Su sede está en la ciudad de La Paz.
El instituto fue creado en 1936, aunque sus antecedentes se remontan a 1825, cuando se ordenó el levantamiento del mapa de la costa de Atacama, tras lo cual se fundó una "Mesa Topográfica del Ejército".